# La Trinité, Manche

La Trinité, Manche este o comună în departamentul Manche, Franța. În 2009 avea o populație de 389 de locuitori.